# Hoelfjella
Hoelfjella är ett berg i Antarktis. Det ligger i Östantarktis. Norge gör anspråk på området. Toppen på Hoelfjella är 2 102 meter över havet.
Terrängen runt Hoelfjella är huvudsakligen platt, men österut är den kuperad. Trakten är obefolkad. Det finns inga samhällen i närheten. 